# تيكوبلانين
التيكوبلانين (بالإنجليزية: Teicoplanin)‏ هو مضاد حيوي فعال ضد العديد من سلالات البكتيريا موجبة الجرام، بما في ذلك العنقوديات المقاومة للمثيسيلين أو لبيتالاكتامات أخرى. يُستخدم لعلاج الالتهابات الشديدة الناتجة عن العنقوديات أو العقديات مثل التهاب العظم والنقي، التهاب المفصل البكتيري، تجرثم الدم وتسمم الدم.

## بيانات القابلية
تستهدف Teicoplanin تخليق ببتيدوغليكان مما يجعل من مضادات الميكروبات فعالة ضد البكتيريا إيجابية الجرام بما في ذلك  المكورات العنقودية  و  كلوستريديوم  spp. وفيما يلي البيانات تمثل قابلية مثيل أيزوسيانيت لعدة مسببات الأمراض الهامة طبيا:
- المطثية العسيرة : 0.06 ميكروغرام / مل - 0.5 ميكروغرام / مل
- المكورات العنقودية الذهبية : ≤0.06 ميكروغرام / مل - ≥128 ميكروغرام / مل
- المكورات العنقودية البشروية : ≤0.06 ميكروغرام / مل - 32 ميكروغرام / مل

التهاب العظم والنقي (Osteomyelitis), تجرثم الدم (Bacteremia), وتسمم الدم (Septicemia): 3 جرعات بمقدار 400-800 ملغ (أو 6-12 ملغ للكغم) كل جرعة، عن طريق الحقن بالوريد كل 12 ساعة، ومن بعدها جرعة الصيانة اليومية تكون بمقدار 400 ملغ (أو 6 ملغ للكغم).
التهاب المفصل البكتيري (Septic arthritis): 3 جرعات بمقدار 800 ملغ (أو 12 ملغ للكغم) كل جرعة، عن طريق الحقن بالوريد كل 12 ساعة، ومن بعدها جرعة الصيانة اليومية تكون بمقدار 800 ملغ (أو 12 ملغ للكغم).

## الكيمياء
Teicoplanin، تسوقه سانوفي أفنتيس المحدودة هو في الواقع خليط من عدة مركبات، الخمس الكبرى (تسمى teicoplanin A2-1 خلال A2-5) والاربعة الاساسية (تسمى teicoplanin RS-1 خلال RS-4).

التيكوبلانين الأساسية (من اليسار والأسود) والسلاسل الجانبية التي تميز التيكوبلانين A_{2}-1 خلال A_{2}-5 (يمين). في اللون : الβ-D-الجلوكوزامين.

## الاستعمال الطبي
علاج الانتانات الناجمة عن الجراثيم إيجابية الغرام المتحسسة له، وللوقاية من التهاب الشغاف (الناجم عن الجراثيم إجابية الغرام) الذي قد يتلو الجراحة السنية ولمعالجة التهاب البريتوان المترافق مع CAPD.

## الجرعة
- التهاب العظم والنقي (Osteomyelitis), تجرثم الدم (Bacteremia), وتسمم الدم (Septicemia): 3 جرعات بمقدار 400-800 ملغ (أو 6-12 ملغ للكغم) كل جرعة، عن طريق الحقن بالوريد كل 12 ساعة، ومن بعدها جرعة الصيانة اليومية تكون بمقدار 400 ملغ (أو 6 ملغ للكغم).
- التهاب المفصل البكتيري (Septic arthritis): 3 جرعات بمقدار 800 ملغ (أو 12 ملغ للكغم) كل جرعة، عن طريق الحقن بالوريد كل 12 ساعة، ومن بعدها جرعة الصيانة اليومية تكون بمقدار 800 ملغ (أو 12 ملغ للكغم).

## المستحضرات الصيدلانية
مسحوق معد للحقن 200 ملغ.

## الأعراض الجانبية
- صداع
- طفح جلدي
- دوخة
- غثيان
- اسهال
- وذمة وعائية
- تقيؤ
- قلة الصفيحات (thrombocytopenia)
- ارتفاع مستوى الكرياتنين في مصل الدم
- متلازمة ستيفن جونسون
- ندرة المحببات (agranulocytosis)
- فشل كلوي
- قلة العدلات (neutropenia)
- حكة
- تشنج قصبي
- الشرية (urticaria)
- الصدمة التأقية (anaphylaxis)
- ارتفاع انزيمات الكبد
- انحلال البشرة السمي
- طنين الاذن
- فقدان السمع
- دوار
- قلة الكريات البيضاء
- حمّى
- احمرار الجلد
- الم في موضع الحقن
- كثرة اليوزينيات
- التهاب الوريد الخثاري
- نوبات تشنج